# Борщовий (острів)
Борщовий — острів в Україні.

## Географія
Розташований у Херсонській області, за 18 км від Херсону. У центральній частині острова розташоване однойменне озеро